# Friedhof Zeilsheim

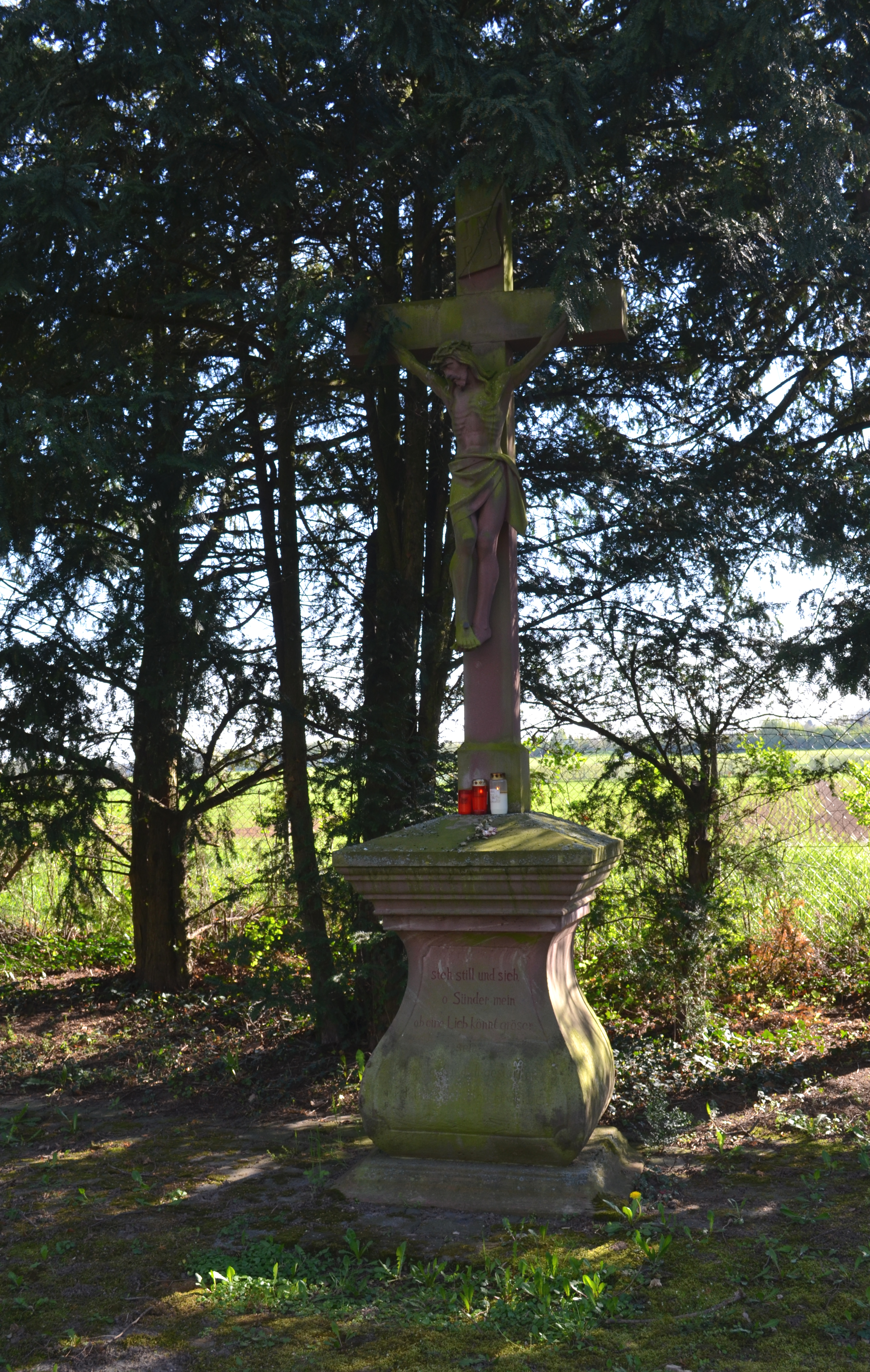
Friedhofskreuz

Der Friedhof Zeilsheim ist der Friedhof des Stadtteils Zeilsheim der Stadt Frankfurt am Main.
Der Friedhof mit der Adresse Welschgrabenstraße 20 hat eine Fläche von 4,6 ha und bietet Platz für 2.300 Gräber. Er wurde 1912 eröffnet. Vorher bestand der alte Friedhof in der Bartholomäusgasse nahe der Kirche. Dieser wurde 1820 erstmals belegt. Nachdem er seit 1912 nicht mehr belegt wurde, wurde er 1941 eingeebnet und 1951 in einen Kinderspielplatz umgebaut. Am Rande des Spielplatzes steht heute noch ein nachbarockes, steinernes Wegkreuz des 19. Jahrhunderts in einer zeitgleichen Wegkapelle.
Auf dem neuen Friedhof steht das Friedhofskreuz als Kulturdenkmal unter Denkmalschutz. Eine Gedenkstätte erinnert an die Verstorbenen der Vereine und die Opfer von Krieg, Vertreibung und Gewalt.

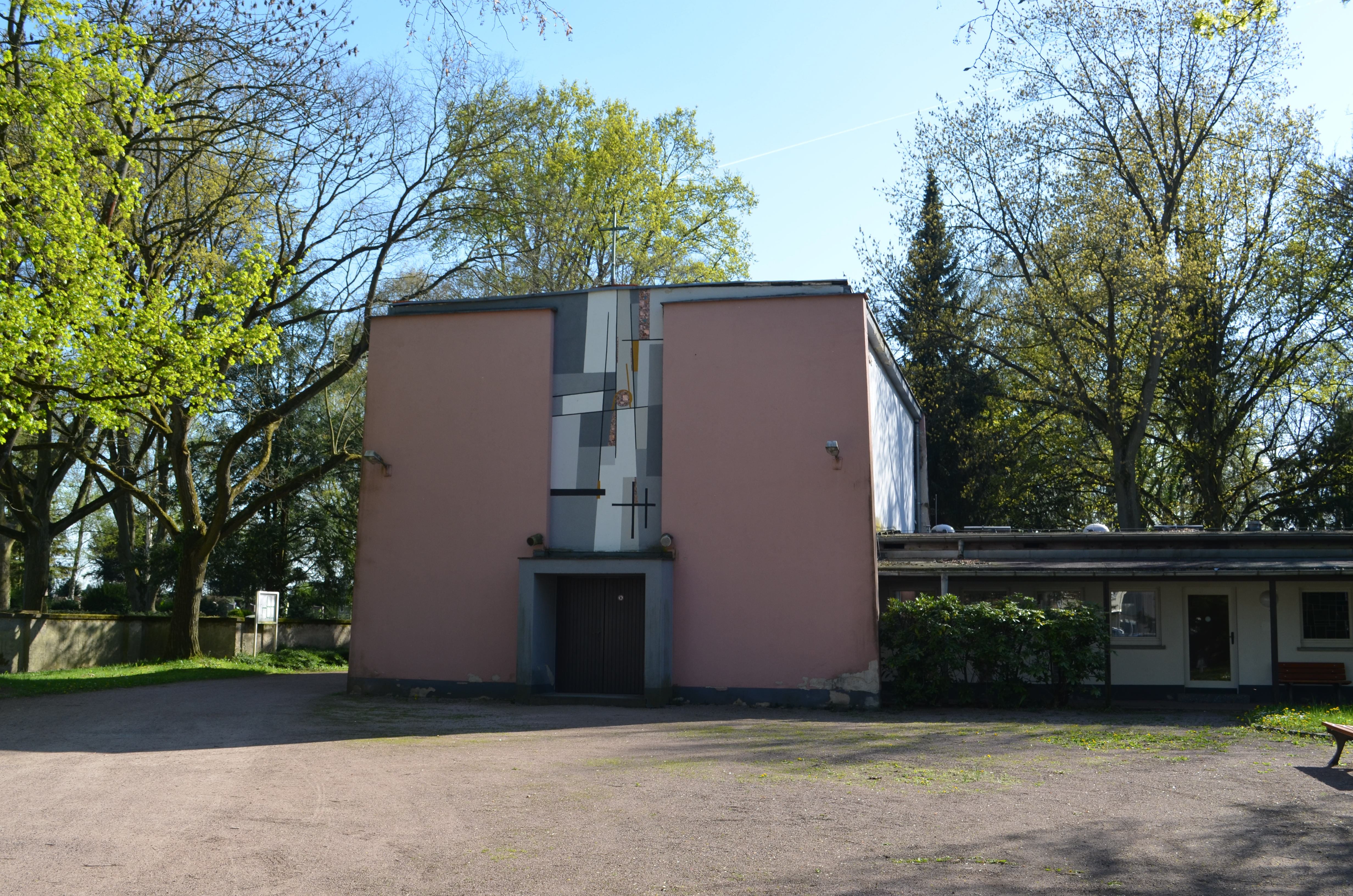
Trauerhalle von vorne
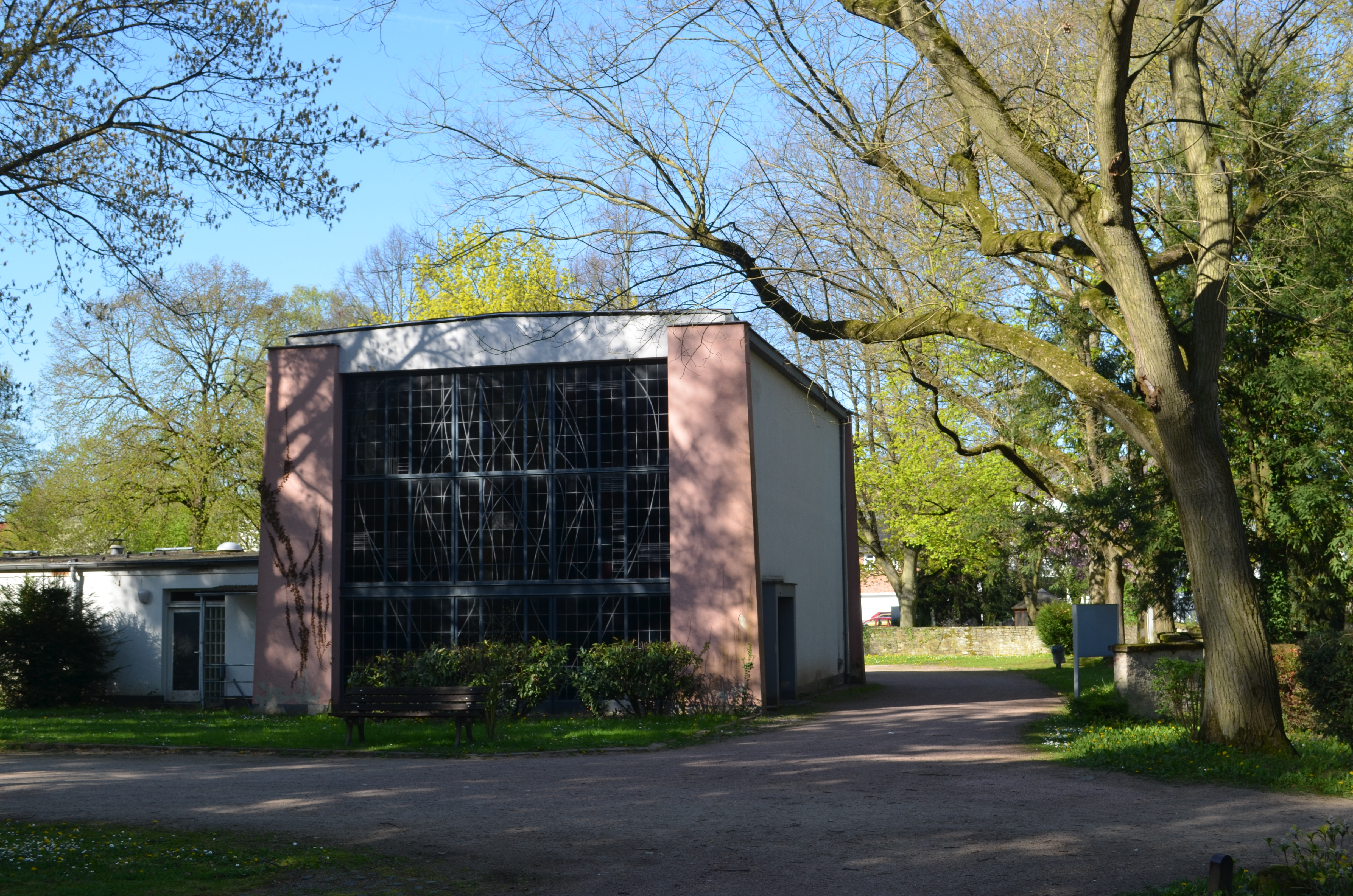
Trauerhalle von hinten
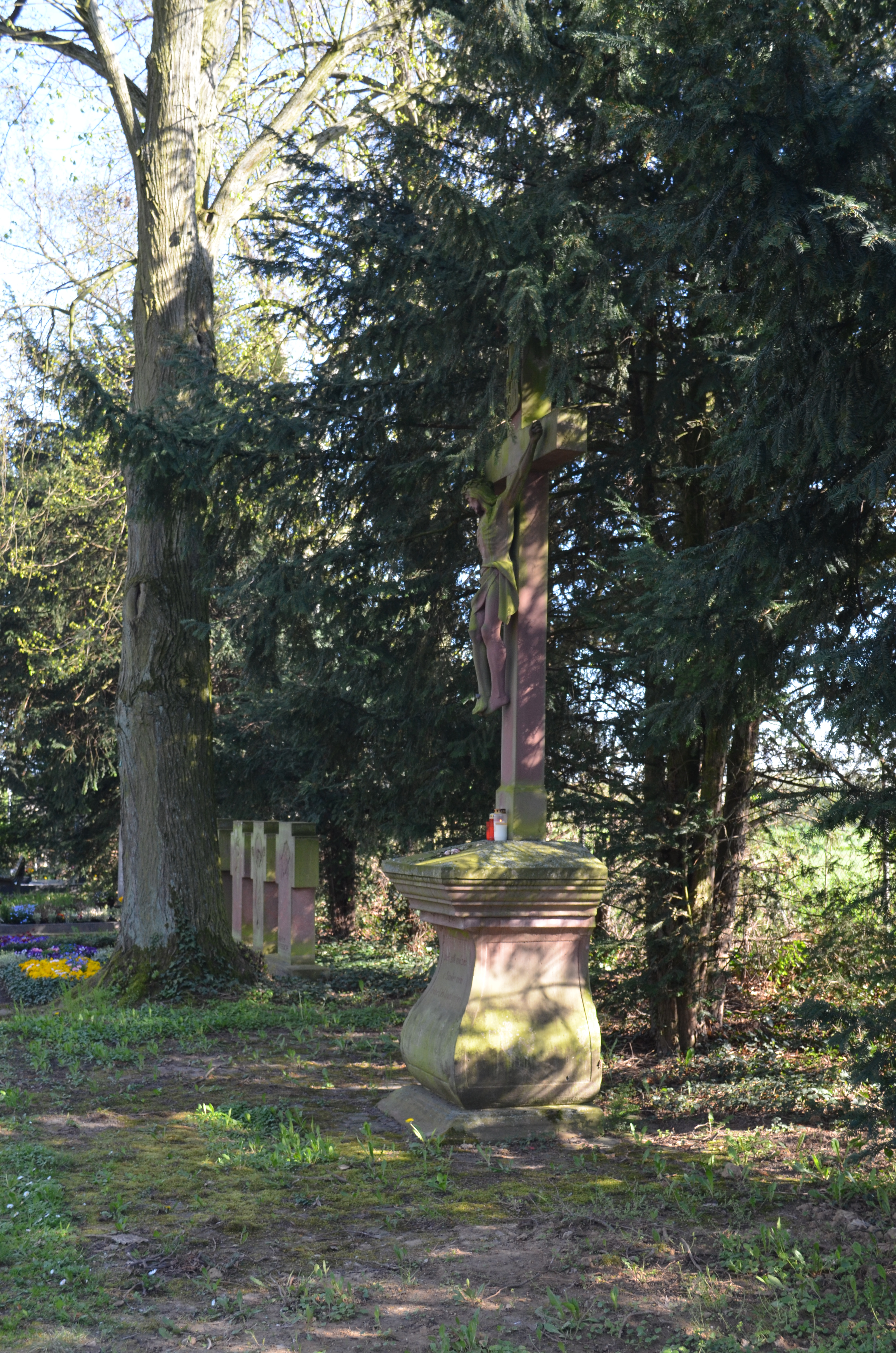
Kreuz mit Pfarrergräbern
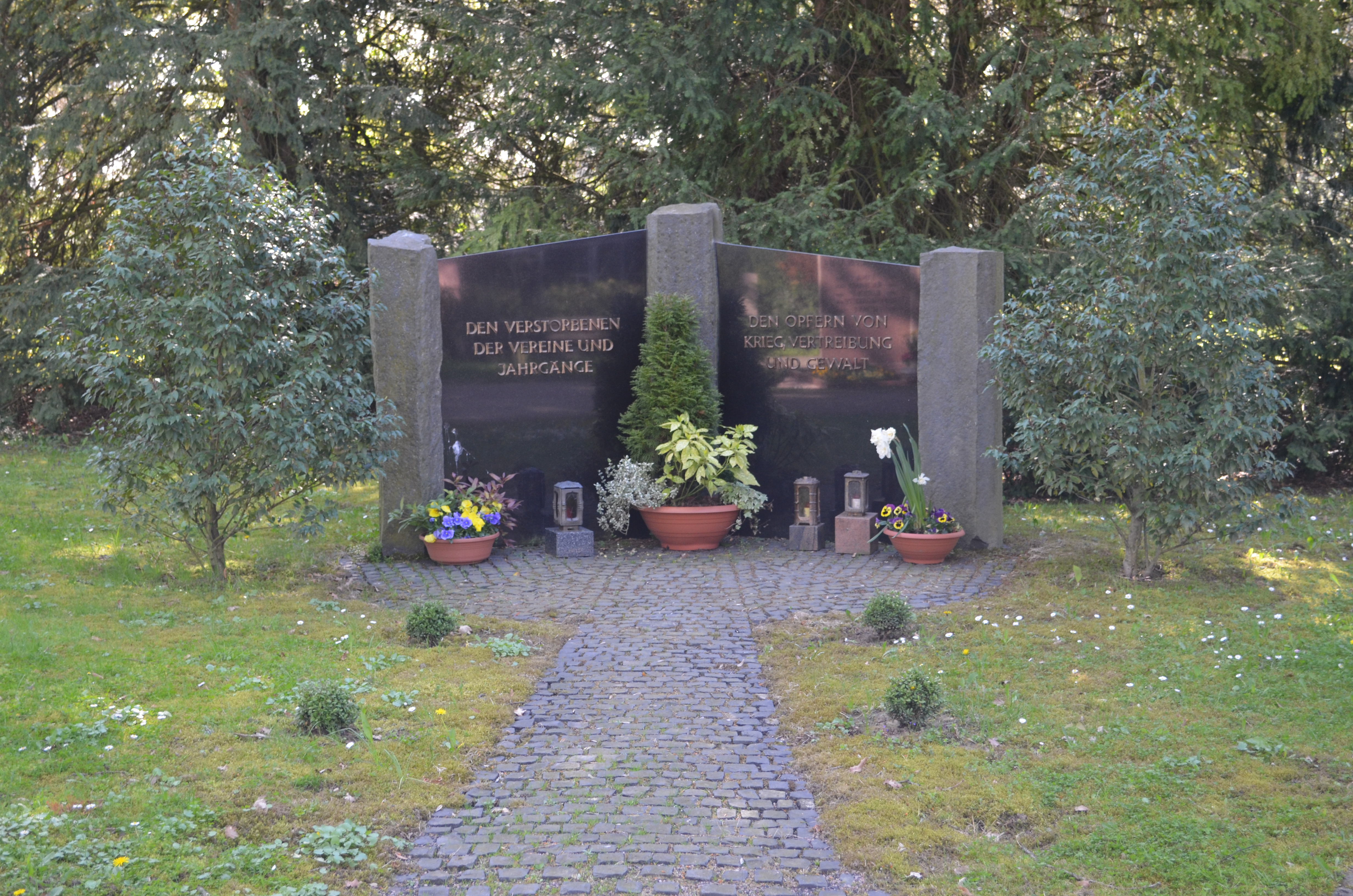
Opfergedenken